# 布盧明格羅夫 (印地安納州)
布盧明格羅夫（英語：Blooming Grove）是位於美國印地安納州富蘭克林縣的一個非建制地區。該地的面積和人口皆未知。